# Thematische filatelie
Thematische filatelie is een specialisme in de filatelie. Het houdt in men een verzameling van postzegels, poststempels en poststukken opbouwt rond een centraal thema of onderwerp. De thematische filatelie staat tegenover de filatelie per land. Als thema kiest de verzamelaar veelal iets uit zijn werkkring, omgeving of interesse.

## Voorbeelden van filatelistische thema's
Veel verzamelde onderwerpen zijn bijvoorbeeld:
- bloemen
- de dag van de postzegel
- geschiedenis
- kinderpostzegels
- kunst (mail art)
- landkaarten
- munten en bankbiljetten
- muziekinstrumenten
- de Olympische spelen
- paddenstoelen (mycofilatelie)
- postale geschiedenis
- postzegel op postzegel
- schaken
- schepen
- schilderijen
- vogels

Enkele typisch Nederlandse onderwerpen:
- Nederland waterland
- Nederland polderland
- de Verenigde Oost-Indische Compagnie (VOC)
- windmolens
- zuivel

## Opzet
Nadat men eerst een thema heeft gekozen, zullen filatelisten zich al gauw verder specialiseren. Een themaverzameling over vogels kan zich bijvoorbeeld toespitsen op alleen struisvogels of een verzameling met als thema 'sporten' kan worden geconcentreerd op schaatsen.
Binnen een thematische verzameling is naast thematische en filatelistische kennis en kwaliteit van het materiaal, de spreiding van het materiaal erg belangrijk:
- spreiding over de tijd (oude en nieuwe postzegels en poststukken),
- spreiding in herkomst (zo mogelijk met materiaal van alle continenten),
- spreiding in de aard van de stukken (niet alleen maar postzegels of alleen maar poststukken).

## Tentoonstellingen
Uit zo'n verzameling kun je een inzending voor een postzegeltentoonstelling samenstellen. In zo'n inzending wordt net zoals in een boek een verhaal verteld, in dit geval aan de hand van filatelistisch materiaal. Een inzending krijgt een titel en een hoofdstukindeling (een plan). Alle aspecten van het onderwerp moeten aan de orde komen. Over struisvogels bijvoorbeeld ook wat en hoe ze eten en wat hun (natuurlijke) vijanden zijn.
Nationaal en internationaal worden regelmatig postzegeltentoonstellingen georganiseerd en het thematisch verzamelen heeft daarin vaak een groot aandeel.

## Thematisch verzamelen in Nederland en België
Johannes Spoorenberg (1889–1971) was in Nederland een baanbreker voor het thematisch verzamelen. Vooral sinds 1952 wordt deze hobby in Nederland actief beoefend, al dan niet georganiseerd. De oudste en grootste vereniging is de Nederlandse Vereniging voor Thematische Filatelie (NVTF), die als De Beeldfilatelist is opgericht in 1952. De NVTF geeft onder andere vijfmaal per jaar het tijdschrift THEMA uit. In Nederland is er verder nog de Motiefgroep Schaken, die zich gespecialiseerd heeft in schaken en filatelie, maar onder de ruim 160 leden zijn ook verzamelaars van munten, ansichtkaarten, speldjes, stempels, sigarenbandjes, en suikerzakjes.
In België heeft de Koninklijke Landsbond van Belgische Postzegelkringen (KLBP) een filatelistische commissie "Thematische filatelie". Daarnaast bestaat sinds 1965 de Belgische Vereniging voor Thematische Filatelie.  Haar taak is het groeperen van alle thematische filatelisten en het verspreiden van informatie met betrekking tot alle facetten van de thematische filatelie.